# Coyne Center
Coyne Center es un lugar designado por el censo ubicado en el condado de Rock Island en el estado estadounidense de Illinois. En el Censo de 2010 tenía una población de 827 habitantes y una densidad poblacional de 196,62 personas por km².

## Geografía
Coyne Center se encuentra ubicado en las coordenadas 41°24′1″N 90°33′48″O / 41.40028, -90.56333. Según la Oficina del Censo de los Estados Unidos, Coyne Center tiene una superficie total de 4.21 km², de la cual 4.21 km² corresponden a tierra firme y (0%) 0 km² es agua.

## Demografía
Según el censo de 2010, había 827 personas residiendo en Coyne Center. La densidad de población era de 196,62 hab./km². De los 827 habitantes, Coyne Center estaba compuesto por el 96.74% blancos, el 0.85% eran afroamericanos, el 0% eran amerindios, el 0% eran asiáticos, el 0.6% eran isleños del Pacífico, el 0.36% eran de otras razas y el 1.45% pertenecían a dos o más razas. Del total de la población el 1.45% eran hispanos o latinos de cualquier raza.